# Tobias Rafael Junge

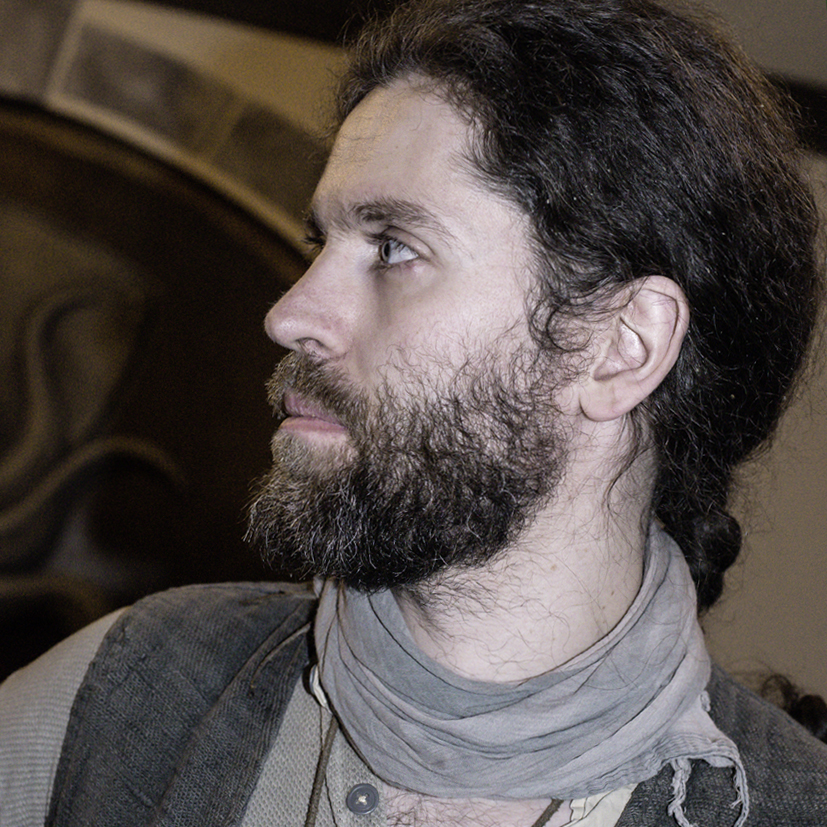
Tobias Rafael Junge, 2017

Tobias Rafael Junge (* 1981 in Zehdenick) ist ein deutscher Schriftsteller. Er verfasst unter anderem Jugend- und Fantasy-Literatur.

## Leben
Aufgewachsen in der nordbrandenburgischen Kleinstadt Zehdenick (Landkreis Oberhavel) verlebte er den Großteil seiner Kindheit in der ehemaligen DDR. Im Anschluss an die 10. Klasse am Strittmatter-Gymnasium Gransee besuchte er das Oberstufengymnasium Eschwege in Hessen. Nach dem Abitur nahm er ein Lehramtsstudium Germanistik und Geschichte an der Justus-Liebig-Universität in Gießen auf, wo er seine spätere Frau, die Illustratorin Mia Steingräber, kennenlernte. Während des Studiums wagte er erste literarische Schritte, vor allem in Richtung Pen-&-Paper-Rollenspiele (Das Schwarze Auge, Eis&Dampf, Elyrion, RATTEN! u. a.) und Kurzgeschichten, bevor er sich ganz dem professionellen Schreiben zuwandte. Der erste Erfolg stellte sich schließlich 2017 mit dem Gewinn des Leipziger Lesekompasses auf der Leipziger Buchmesse für seinen Jugendroman Deadwater. Das Logbuch (Dressler Verlag) ein. Neben der Arbeit an weiteren Jugendbüchern – wie dem Cyberthriller Darkworld. Der geheime Code, in dem seine brandenburgische Heimat als Kulisse dient –, ist er zusammen mit Judith C. Vogt, Christian Vogt und Mia Steingräber Autor, Layouter und Herausgeber des Groschenhefts Die Grüne Fee. Er lebt mit seiner Frau und zwei gemeinsamen Töchtern in Windeck im Rheinland.

## Werke (Auswahl)

### Autor
- Dead Water. Das Logbuch (2017) ISBN 978-3-7915-0049-2
- Darkworld. Der geheime Code (2018) ISBN 978-3-7915-0075-1
- Elyrion – Weiden des Windes. (2009) ISBN 978-3-941077-02-7

### Mitarbeit
- Berggeister: Fantastische Erzählungen (2011) ISBN 978-3-9503002-2-2
- Porto Velvenya – Grüne Hölle 1 (2013) ISBN 978-3-86889-254-3
- Der Fluch des Blutsteins – Grüne Hölle 2  (2013) ISBN 978-3-86889-255-0
- Der Gott der Xo’Artal – Grüne Hölle 3 (2013) ISBN 978-3-86889-256-7
- Das Schwarze Auge – Regelwerk 5. Edition (2015) ISBN 978-3-95752-237-5
- Die Grüne Fee (ab 2016) ISSN 2509-4556
- Menschmaschinen: Eine Steamcyberpunk-Anthologie (2017) ISBN 978-3-95869-292-3

## Auszeichnungen
- 2017: Leipziger Lesekompass für „Deadwater. Das Logbuch“
- 2017: Goldener Stephan für „Die Grüne Fee #2“[2]